# Stanisław Kaliszek

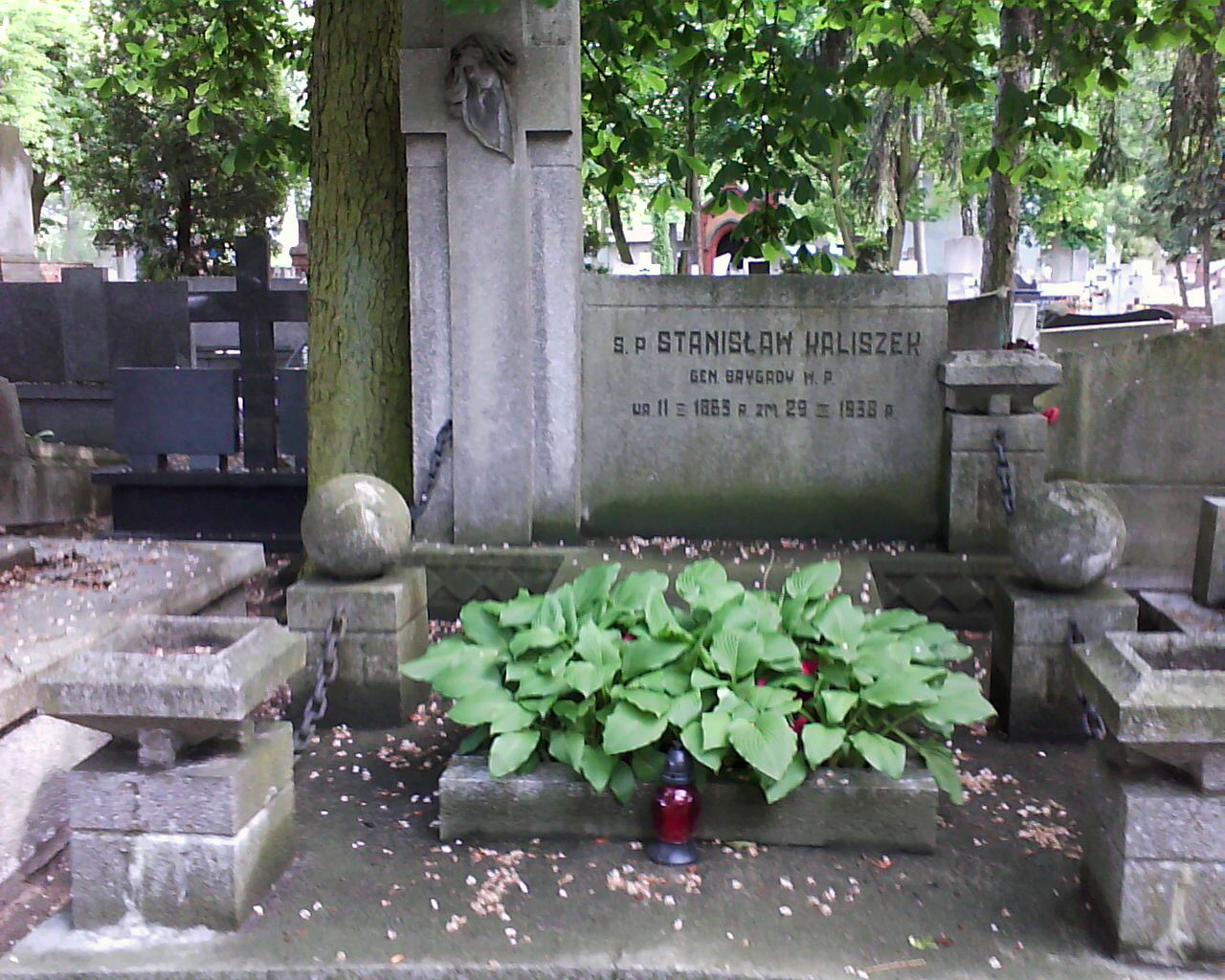
Grób Stanisława Kaliszka na Cmentarzu Komunalnym we Włocławku (maj 2011).

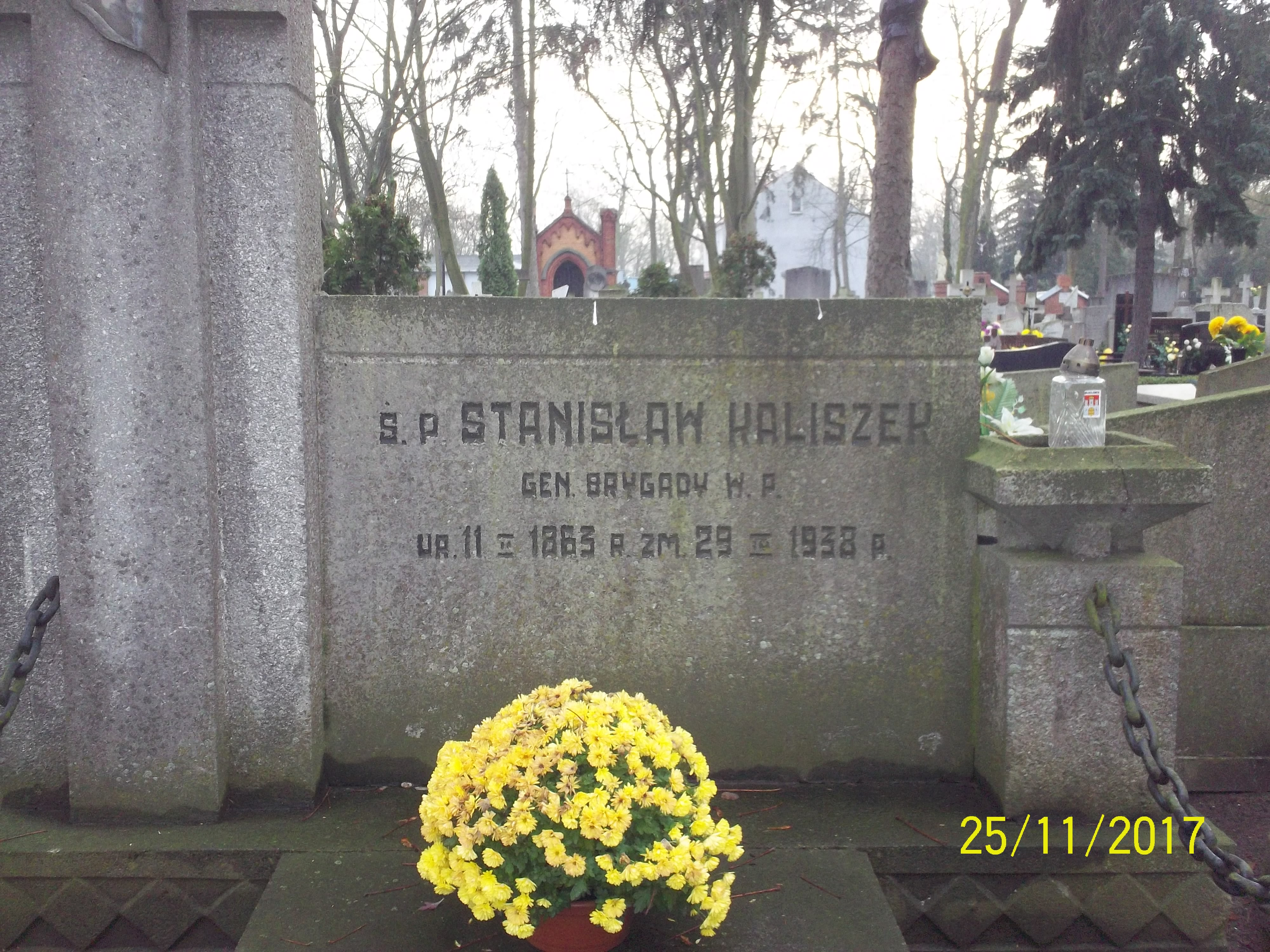
Płyta nagrobna gen. bryg. Stanisława Kaliszka.

Stanisław Zygmunt Kaliszek (ur. 11 lutego 1863 w Puszczy Mariańskiej, zm. 29 kwietnia 1938 we Włocławku) – pułkownik piechoty Armii Imperium Rosyjskiego i generał brygady Wojska Polskiego, kawaler Orderu Virtuti Militari.

## Życiorys
Był synem Józefa (1830–1917, powstańca styczniowego i nauczyciela szkoły elementarnej w Puszczy Mariańskiej) i Romanii z domu de Verny (1832–1911). Ukończył 6-klasową szkołę realną w Łowiczu, następnie uzyskał maturę i wstąpił do szkoły junkrów w Warszawie. 
Służbę zawodową w armii rosyjskiej rozpoczął w lipcu 1884 r. (służył między innymi w Rostowie nad Donem), a w dniu 14 czerwca 1886 r. otrzymał awans na podporucznika. Przez następne lata sukcesywnie awansował, osiągając w korpusie piechoty kolejno stopnie: porucznika (1891), sztabskapitana (1900) i kapitana. W latach 1904–1905 uczestniczył w wojnie rosyjsko-japońskiej. W okresie I wojny światowej walczył na froncie niemieckim dowodząc kolejno: batalionem, pułkiem, brygadą i dywizją piechoty. Awansował wówczas do stopnia podpułkownika (1914) i pułkownika (1915).
Po rewolucji październikowej w formacjach polskich na Wschodzie. W latach 1918–1919 służył w 4 Dywizji Strzelców Polskich gen. Lucjana Żeligowskiego, z którą przeszedł jej szlak bojowy i powrócił do kraju. Zajmował wówczas stanowiska prezesa sądu dywizyjnego i komendanta placu w Odessie. Przyjęty został do Wojska Polskiego i zweryfikowany w stopniu pułkownika piechoty (formalne przyjęcie do Wojska Polskiego nastąpiło dekretem L. 1532 z dnia 30 października 1919 r., opublikowanym w Dzienniku Rozkazów Wojskowych).
W okresie od lipca 1919 r. do maja 1920 r. dowodził VIII Brygadą Piechoty, a następnie przejściowo (do 21 sierpnia 1920 r.) 4 Dywizją Piechoty. Podczas wojny polsko–bolszewickiej objął w lipcu 1920 roku dowództwo Grupy Operacyjnej, na czele której toczył ciężkie walki odwrotowe pod Berezyną, Ihumeniem i Mińskiem Litewskim. Następnie przydzielony został do dowództwa Frontu Północnego (najpierw jako oficer sztabowy do zleceń dowódcy frontu – gen. Józefa Hallera, potem jako szef referatu odznaczeń i nominacji), po czym objął stanowisko kontrolera w oddziale Najwyższej Kontroli Wojskowej.
Dekretem Wodza Naczelnego  z dnia 3 sierpnia 1921 r. (dekret L. 3217) pułkownik piechoty Stanisław Kaliszek został przeniesiony – z dniem 1 października 1921 roku – w stały stan spoczynku z prawem noszenia munduru, w stopniu generała podporucznika.
Pułkownik Stanisław Kaliszek odznaczony został, dekretem L.3420 Wodza Naczelnego marszałka Józefa Piłsudskiego (opublikowanym w Dzienniku Personalnym Ministerstwa Spraw Wojskowych Nr 43 z dnia 27 grudnia 1921 r.), Krzyżem Srebrnym Orderu Wojennego Virtuti Militari (nr krzyża 4613).
Osiadł we Włocławku, gdzie zmarł w dniu 29 kwietnia 1938 r. i pochowany został na tamtejszym Cmentarzu Komunalnym – sektor 21, rząd 5, grób 161.

## Rodzina
Stanisław Kaliszek żonaty był z Heleną z domu Bokszczanin (ur. 1866), z którą miał czworo dzieci (Waleriana ur. 1885, Aleksandra ur.1896, Wiktorię ur. 1897 i Helenę ur. 1902).

## Awanse
- podporucznik – 1886
- porucznik – 1891
- sztabskapitan – 1900
- kapitan
- podpułkownik – 1914
- pułkownik – 1915
- generał brygady – 1921

## Ordery i odznaczenia
- Krzyż Srebrny Orderu Wojskowego Virtuti Militari[8]
- Krzyż Walecznych[7]
- Medal Pamiątkowy za Wojnę 1918–1921[9]
- Order św. Jerzego IV klasy[7]
- Broń Złota „Za Waleczność”[7]